# Marcin Bosak
Marcin Bosak (Łódź, 9 settembre 1979) è un attore polacco.

## Biografia
Ha avuto una relazione sentimentale con l'attrice e doppiatrice Monika Pikuła, con la quale ha generato due figli.

## Filmografia parziale
- Z piosenką na Belweder, regia di Marcel Szytenchelm (1995)
- Czy można się przysiąść, regia di Tomasz Tryzna (1999)
- M jak miłość (2003-2006)
- Tylko mnie kochaj, regia di Ryszard Zatorski (2006)
- Janosik. Prawdziwa historia, regia di Agnieszka Holland (2009)
- In Darkness, regia di Agnieszka Holland, (2011)
- Ojciec Mateusz, regia di Filip Zylber (2013)
- Komisarz Alex, regia di Sławomir Fabicki (2014)
- Pokot, regia di Agnieszka Holland (2017)
- Lesson Plan (Plan lekcji), regia di Daniel Markowicz (2022)